# Pseuduvaria setosa
Pseuduvaria setosa är en kirimojaväxtart som först beskrevs av George King, och fick sitt nu gällande namn av James Sinclair. Pseuduvaria setosa ingår i släktet Pseuduvaria och familjen kirimojaväxter. Inga underarter finns listade i Catalogue of Life.